# Đurđevački peski
Đurđevački peski (także Podravski peski) – pustynia w Chorwacji, położona na obszarze Podrawia.
Jej powierzchnia wynosi ok. 25 km², a jej wymiary to 8 × 3 km. Jest pozostałością po większym piaszczystym terenie, który rozciągał się od wsi Molve przez Đurđevac i Kloštar Podravski do Viroviticy. Współcześnie obszar ten jest w większości pokryty szatą roślinną (sosna czarna, sosna zwyczajna). Występują tu także endemiczne gatunki roślin Kotliny Panońskiej.
Obszar o powierzchni 19,5 ha, położony między Đurđevacem a Kalinovacem w 1963 roku został objęty ochroną przyrodniczą jako specjalny rezerwat botaniczny.